# Mnemba
Mnemba is een klein onbewoond eiland, enkele kilometers ten noordoosten van het eiland Zanzibar in Tanzania. Het eiland wordt vaak ten onrechte aangeduid als atol. Wel zijn er enkele huisjes die aan toeristen worden verhuurd. Met het koraalrif en het witte strand dat door schildpadden wordt gebruikt voor het leggen van eieren is het eiland een door de overheid beschermd natuurgebied.